# Língua Santa Cruz
Língua Santa Cruz (ou Natügu) é uma língua falada por 5.900 pessoas na ilha de Nëndo, na província de Temotu, nas Ilhas Salomão. 
A língua tem 8 dialetos.